# Pietro Masserano Taricco
Pietro Masserano Taricco, all'anagrafe Massimo Taricco (Iglesias, 1914 – ...), è stato un regista radiofonico italiano.

## Biografia
Figlio di Michele Taricco e Gemma Masserano.
Insieme ad Anton Giulio Majano, Alberto Casella e Guglielmo Morandi, fu uno dei registi di radiodrammi attivi nel centro di produzione di Roma dopo la seconda guerra mondiale.
Fra i suoi lavori più celebri Il mio e il tuo (1943), Gli innamorati (1946), La maschera e il volto (1946), Serenata perduta (1949), Angeli e colori (1950), Volpone (1951), I dialoghi di Platone (1953), Gli ultimi cinque minuti (1954), Il ritorno di Ulisse (1955), Le Dame e gli Ussari (1955), Anche il più furbo ci può cascare (1956), Anna Christie (1957) e L'aiuola bruciata (1960)

## Regie di prosa radiofonica
- EIAR
- Cercasi compagno affettuoso di Werter Bellodi, trasmessa il 12 marzo 1938.
- Il mio e il tuo di Vittorio Calvino, trasmessa il 24 marzo 1943.

- RAI
- La maschera e il volto di Luigi Chiarelli, trasmessa il 28 maggio 1946.
- La cometa si fermò di Vittorio Calvino, trasmessa il 6 gennaio 1949.
- La voce umana di Jean Cocteau, trasmessa il 23 maggio 1950.
- Le dame e gli ussari di Aleksander Fredro, trasmessa il 12 settembre 1950.
- Gli ultimi cinque minuti di Aldo De Benedetti, trasmessa il 10 giugno 1954.
- Il ritorno di Ulisse di Stanisław Wyspiański, trasmessa il 7 ottobre 1955.
- Estuario di Arnaldo Boscolo, trasmessa il 22 ottobre 1959.
- Il miracolo della noia di Renato Mainardi, trasmessa il 22 febbraio 1963.
- Lettere d'amore di Gherardo Gherardi, trasmessa il 4 luglio 1963.